# 鮑曼海岸

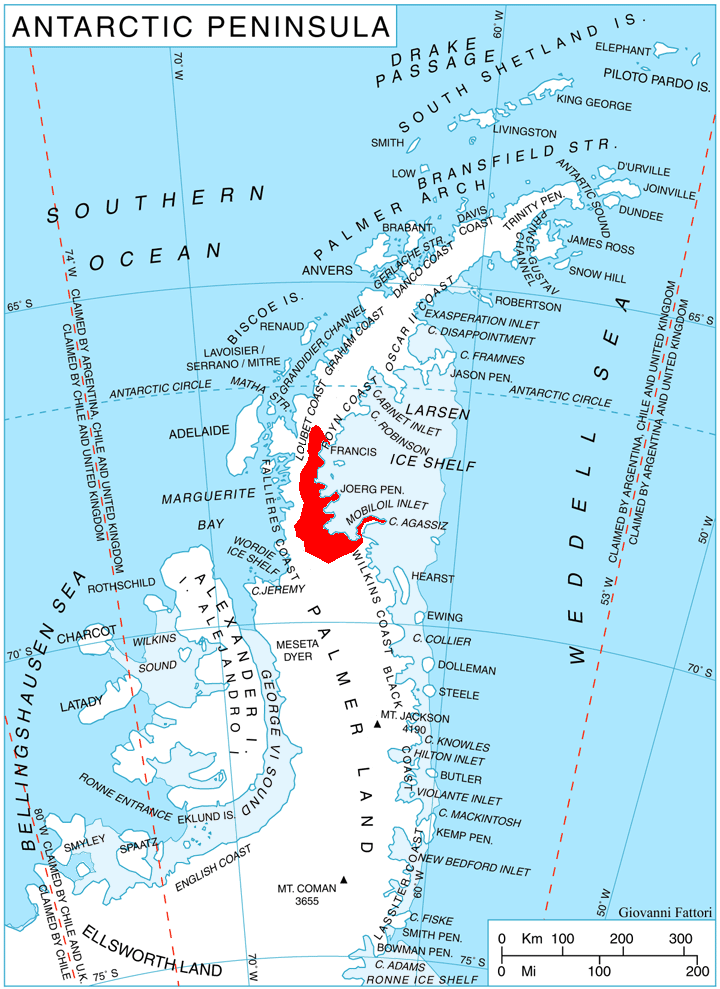

68°10′S 65°00′W / 68.167°S 65.000°W
鮑曼海岸（英語：Bowman Coast）是南極洲的海岸，位於南極半島東岸，屬於格雷厄姆地的一部分，處於諾斯羅普角和阿加西角之間，在1928年12月20日由澳大利亞探險家發現。